# 利奇菲爾德 (加利福尼亞州)
利奇菲爾德（英語：Litchfield）是位於美國加利福尼亞州拉森縣的一個人口普查指定地區。

## 地理
利奇菲爾德的座標為40°22′58″N 120°23′14″W / 40.38278°N 120.38722°W，而該地最高點為海拔高度1239米（即4065英尺）。

## 人口
根據2010年美國人口普查的數據，利奇菲爾德的面積為10.217平方千米，當中陸地面積為10.217平方千米，而水域面積為0.000平方千米。當地共有人口195人，而人口密度為每平方千米19人。